# Don River (vattendrag i Australien, Queensland, lat -19,97, long 148,20)
Don River är ett vattendrag i Australien. Det ligger i delstaten Queensland, omkring 970 kilometer nordväst om delstatshuvudstaden Brisbane.
Omgivningarna runt Don River är en mosaik av jordbruksmark och naturlig växtlighet. Savannklimat råder i trakten. Genomsnittlig årsnederbörd är 1 274 millimeter. Den regnigaste månaden är februari, med i genomsnitt 327 mm nederbörd, och den torraste är oktober, med 8 mm nederbörd.